# Выхино-Жулебино
Вы́хино-Жуле́бино — один из крупнейших по населению районов Москвы, а также одноимённое внутригородское муниципальное образование.

## Территория и границы
Граница района Выхино-Жулебино проходит по оси полосы отвода Рязанского направления МЖД (до 17,4 км), далее по городской черте Москвы (на юго-запад, пересекая полосу отвода Рязанского шоссе, по южной границе полосы отвода Рязанского шоссе, южной стороне Октябрьского проспекта города Люберцы, западной стороне 4-го Октябрьского проезда города Люберцы, северо-восточной (1 км на северо-восток) и юго-восточной границам свободной от капитальной застройки территории организации, юго-западной границе полосы отвода Новорязанского шоссе, внешней границе полосы отвода Московской кольцевой автомобильной дороги, включая все транспортные развязки улиц и дорог), далее на запад, пересекая МКАД и территорию Кузьминского лесопарка, по северным границам территории военного института (училища Верховного Совета), далее по оси улицы Степана Шутова, западной границе полосы отвода ЛЭП, северному берегу Верхнего Кузьминского пруда (до плотины), далее по осям улиц: Кузьминской, Академика Скрябина и Вострухина до Рязанского направления МЖД.
Таким образом, район Выхино-Жулебино граничит на севере по железной дороге с районами Вешняки и Косино-Ухтомский, на востоке — с Люберецким районом Московской области, на юге — городским округом Котельники и с московским районом Люблино, на западе — с районами Кузьминки и Рязанский.

## Герб и флаг
Герб и флаг района утверждены и внесены в Геральдический реестр города Москвы с присвоением регистрационного номера 28 сентября 2004 года.
Герб района представляет собой зелёный щит московской формы, в центре которого изображены золотой лис и лев, которые держат державу такого же цвета. В пасти лев держит зелёную лавровую ветвь, окаймленную золотой нитью. Над животными находится серебряный узорный деревенский подоконный наличник в пояс, примыкающий к узкой голубой главе. Лев с ветвью является щитодержателем родового герба Шереметьевых — бывших владельцев деревень Выхино и Жулебино. Лис символизирует топоним «Жулебино», то есть хитрость. Они вместе с державой символизируют расположенный в пределах муниципалитета Государственный университет управления и традицию власти, основными аспектами которой является сила и хитрость. Наличник символизирует деревенское прошлое этих земель, а голубая глава — малые реки, чьи русла проходят по району.

## Происхождение названия
Муниципальный округ получил название от двух деревень — Выхино и Жулебино, ранее располагавшихся на этой территории.
Происхождение топонима «Выхино» неизвестно, топоним «Жулебино» произошёл от представителя боярского рода Андрея Тимофеевича Остеева, имевшего прозвище Жулеба, то есть хитрец.

## История района

### Деревня Жулебино
Деревня впервые упоминается в 1645 году, хотя возникновение этой деревни относится к 1499 году.

### Деревня Выхино
В XVI—XVII веках в северо-восточной части современного Выхина у речки Голеди возникла деревня Стафурино, позднее, с XVII века, известное как Выхонь.
С 1743 года деревня Выхино входит в Кусковскую вотчину Шереметевых. В 1861 году Выхино становится центром Выхинской волости, простирающейся от Карачарова до Краскова и включающей в себя Люберцы, Кусково, Перово, Кузьминки, Котельники, Капотню и десятки других сёл.

### После 1960 года
Деревня Выхино вошла в состав Москвы в 1960 году при расширении города. Близлежащая территория была отнесена сначала к Ждановскому району Москвы (1960—1969), а затем — к Волгоградскому району (1969—1991).
Деревня была снесена в 1990-е годы, на её месте вырос целый микрорайон с населением более ста тысяч жителей.
Деревня Жулебино и вся территория современного района, расположенная за МКАД, вошла в состав Москвы в 1985 году. Было развёрнуто гигантское жилищное строительство микрорайона Жулебино. При этом, в отличие от деревни Выхино, деревню Жулебино не снесли: бревенчатые дома можно и сейчас наблюдать среди многоэтажек при движении по Лермонтовскому проспекту.

### После 1991 года. Создание района
В 1991 году в Москве была проведена административная реформа. Были образованы десять административных округов, в том числе Юго-Восточный административный округ, и в его составе временные муниципальные округа Выхино и Жулебино. В 1995 году был создан район Выхино-Жулебино, в который вошли территории временных муниципальных округов Выхино и Жулебино, а также часть Кузьминского лесопарка и Кузьминское кладбище.

### 1995—2000 годы
В 1995 году был повторно освящён восстановленный из руин Храм Влахернской иконы Божией матери, а Герою Советского Союза А. С. Хлобыстову установлен памятник на улице, носящей его имя (напротив снесённого в 2008 году дома 14, корпус 1 по улице Хлобыстова).
По итогам 1996 года район выиграл конкурс «Московский дворик».
22 июня 1997 года на площади у киноконцертного зала «Волгоград» открыт памятный знак защитникам Москвы (артиллерийское орудие, привезённое из города-героя Волгограда). В связи с постройкой станции метро Юго-Восточная памятник был снесён. А 6 сентября открыли памятный знак великому русскому полководцу М. И. Кутузову.
14 декабря 1997 года прошли первые выборы в советники Районного собрания.
21 сентября 1998 года в Жулебине построен Храм Святого Праведного Иоанна Кронштадтского.
26 сентября 1998 года район награждён за победу в конкурсе «Самый благоустроенный район».
7 октября 1999 года состоялось освящение Святейшим Патриархом Московским и Всея Руси Алексием II храма имени святого праведного Иоанна Кронштадтского.
17 июня 2000 года в Жулебине прошёл окружной чемпионат Москвы по стритболу, проводимый под эгидой вице-мэра столицы В. П. Шанцева.
В 2000 году в Жулебине были введены в строй подстанция скорой медицинской помощи и взрослая поликлиника, а в Выхине — завершено строительство школы искусств имени Балакирева, торжественное открытие которой было приурочено к празднованию Дня города.

### XXI век
В сентябре 2002 года Геральдической комиссией при мэрии Москвы утверждена новая гербовая эмблема района Выхино-Жулебино.
25 октября 2003 года в Жулебине открыт плавательный бассейн по адресу: улица Привольная, владение 44.
Распоряжением префекта № 2806 от 30 ноября 2004 года микрорайон Жулебино стал стартовой площадкой для реализации прав граждан и организаций на доступ к информации на основе эффективного использования информационно-коммуникационных технологий, реализации Закона города Москвы «О городской целевой программе „Электронная Москва“». Району присвоено звание «Цифровой район Жулебино».
11 декабря 2004 года в рамках программы «Жулебино — цифровой район» вышел первый электронный выпуск газеты «Районные будни». Архивировано из оригинала 19 июня 2006 года..
7 июня 2004 года был установлен памятник «Копейке» для потомков, живущих в XXII веке. Памятник, по сути дела, был просто покрашенной с крыши до кардана золотой краской «одиннадцатой» «Ладой». Также был выставлен маленький танк Pz 38(t) и жёлтый «Опель» 1938 года из музея автоугона имени Юрия Деточкина. Ныне памятник удалён с места вместе с «Опелем» и танком.
В мае 2005 года были открыты два памятника лётчикам 108-го гвардейского штурмового авиаполка, который в годы войны располагался на территории района: 6 мая — на территории школы № 1909, а 9 мая — на Жулебинском бульваре.
21 мая 2005 года в районе под девизом «Выходи во двор, поиграем!» прошёл ежегодный турнир по стритболу.
25 мая того же года район частично пострадал от аварии на электроподстанции «Чагино». Несколько часов район был полностью обесточен.
4 июня 2005 года в районе состоялся второй чемпионат по компьютерным играм «КиберВесна-2005» на кубок префекта ЮВАО.
20 декабря 2009 года прошёл санкционированный митинг против незаконного строительства оптового рынка — «Нового черкизона» на Опытном поле в непосредственной близости от района. Митинг собрал несколько тысяч человек.
20 мая 2012 года на Саранской улице прошёл очередной ежегодный открытый турнир по стритболу «Забей на проблемы сверху!». Специально для проведения игр перекрывалось уличное движение и строилось более 18 площадок.

## Население
| 2002     | 2010     | 2012     | 2013     | 2014     | 2015     | 2016     |
| -------- | -------- | -------- | -------- | -------- | -------- | -------- |
| 184 749  | ↗219 626 | ↗220 711 | ↗221 137 | ↗221 807 | ↗222 554 | ↗224 172 |
| 2017     | 2018     | 2019     | 2020     | 2021     | 2023     | 2024     |
| ↗224 366 | ↗224 796 | ↗225 154 | ↗225 493 | ↗241 109 | ↗241 783 | ↘241 326 |

### Национальный состав
По итогам переписи населения 2020 года проживали следующие национальности (национальности менее 0,1 % и другое, см. в сноске к строке «Другие»):
| Национальность | Численность, чел. | Доля     |
| -------------- | ----------------- | -------- |
| Русские        | 53 430            | 22,16 %  |
| Татары         | 845               | 0,35 %   |
| Украинцы       | 504               | 0,21 %   |
| Армяне         | 390               | 0,16 %   |
| Киргизы        | 244               | 0,10 %   |
| Другие         | 185 696           | 77,02 %  |
| Итого          | 241 109           | 100,00 % |

## Социальная сфера

### Образовательные учреждения

#### Высшие и средние специальные учебные заведения
- Государственный университет управления
- Институт непрерывного образования[29]
- Московская государственная академия ветеринарной медицины и биотехнологии им. К. И. Скрябина
- Московский государственный гуманитарный университет имени М. А. Шолохова
- Московский институт предпринимательства и права
- Московский институт физической культуры и спорта[30]
- Национальный институт бизнеса Московского гуманитарного университета
- Российский государственный университет туризма и сервиса
- Юридический колледж «Третье тысячелетие»[31]

#### Средние школы
В районе действуют комплексы общеобразовательных школ с детскими садами
Вот список некоторых средних школ в районе Выхино-Жулебино:
Школа № 1359 имени авиаконструктора М.Л. Миля: Занимает высокие позиции в рейтингах школ района. 
Школа № 1363: Имеет корпуса с углубленным изучением отдельных предметов. 
Школа № 1420: Также является одной из ведущих школ района. 
Школа № 1793 имени Героя Советского Союза А.К. Новикова: Еще одна школа, заслуживающая внимания. 
Школа № 2089 и № 1935: это не менее значимые школы района 

#### Прочие учебные заведения
- Детская школа искусств № 14[32]
- Детская школа искусств им. М. А. Балакирева[33]
- Специальная (коррекционная) школа № 895

#### Храм Влахернской иконы Божией Матери
Храм Влахернской иконы Божией Матери — православный храм, построенный в 1759—1774 годах на средства князя Голицына. В конце XVIII века храм был перестроен в стиле раннего классицизма. Расположен у границы с районом Кузьминки, слева в конце Кузьминской улицы, рядом с бывшим господским двором. Адрес храма: улица Академика Скрябина, д. 1 (улица Старые Кузьминки, д. 26).
Храм назван в честь Влахернской иконы Божьей Матери, названной по местности недалеко от Константинополя — Влахерна и привезённой из Константинополя в Россию в XVII веке. Икона сохранилась до настоящего времени. Праздник иконы отмечается 2 июля.
В 1929 году храм был закрыт . В 1992 году вновь передан церкви.В сентябре 1995 года, по окончании реставрационных работ, храм был освящён. Входит в состав Влахернского благочиния Русской православной церкви.

#### Храм преподобного Паисия святогорца в Выхине — Временный храм Покрова Пресвятой Богородицы
Храм преподобного Паисия святогорца в Выхине (Временный храм Покрова пресвятой Богородицы) — небольшой деревянный храм. Близ этого места (предположительно, в районе 8-го роддома) ранее существовали церковь, часовня и церковно-приходская школа в честь святителя Николая, которые в годы гонений на церковь были разрушены. 25 марта 2016 г. управляющим Юго-Восточным московским викариатством епископом Воскресенским Саввой был освящен закладной камень и крест на месте строительства деревянного храма-часовни в честь Покрова пресвятой Богородицы. Адрес храма: г. Москва, Самаркандский бульвар, пересечение с ул. Ферганской. Утвержден указом № У — 02/183 от 7 октября 2016 г. Патриарха Московского и Всея Руси Кирилла. В настоящее время богослужения в храме совершаются регулярно, открыта воскресная школа для взрослых и детей, работают социальный и молодёжный отдел, проводятся миссионерские и катехизаторские беседы. Религиозная община планирует отстроить каменный храм с часовней святителя Николая, поскольку, согласно местному преданию, святитель Николай является покровителем этих мест, и именно экстренный внеплановый молебен святителю Николаю с троекратным обходом церкви святителя Николая священником и паствой 16 (29) июня 1904 года, как считается, чудесным образом избавили село Выхино от неминуемого разрушения шедшим прямо на село Выхино из Кузьминок, но сразу после молебена с обходом, вдруг поменявшим свою разрушительную траекторию движения, не зайдя в Выхино, катастрофическим смерчем (торнадо) 16 (29) июня 1904 года.

#### Храм Иоанна Кронштадтского
Храм Иоанна Кронштадтского в Жулебине — деревянный храм, построенный в 1997—2006 годах под руководством Е. А. Воронцовой. Главный (единственный) престол: Иоанна Кронштадтского. Адрес храма: Саранская улица, д. 1. В храме хранится частичка мощей святого Николая Чудотворца.
С 2010 года при храме действует воскресная школа Вифания. Школу основал священник храма — диакон Сергий Сиротин. Занятия проходят по адресу: улица Авиаконструктора Миля, дом 1.

## Магазины
В районе работают более 40 стационарных продуктовых магазинов, из крупных сетей присутствуют супермаркеты Азбука вкуса, Спар, Чижик. «Магнит», «Перекрёсток», «Пятёрочка», «Лента», и некоторое количество маленьких магазинов и ларьков,15 февраля 2018 года был открыт торгово-развлекательный центр Миля. Ожидается реконструкция районного центра с кинотеатром Волгоград.

## Парки, скверы и общественные пространства
В Выхине-Жулебине находятся два лесопарка (Жулебинский и частично Кузьминский) и несколько благоустроенных общественных пространств.
Жулебинский лесопарк — одна из крупнейших зеленых зон на юго-востоке Москвы, ограниченная МКАД, Новорязанским шоссе и Привольной улицей. С 2016 года имеет статус особо охраняемой природной территории. Площадь — 112,1 Га. Флора заказника насчитывает около 250 видов растений, а фауна — более десяти видов млекопитающих и более 20 видов птиц. До 2000-х годов на территории лесопарка располагались строения воинской части Минобороны России (сейчас расформированы). В 2016 году проходили активные общественные дебаты по вопросу благоустройства зоны заказника: за создание рекреационной зоны на территории лесопарка активно выступал государственный деятель, журналист и телеведущий Пётр Толстой. В 2017 году на территории начались строительные работы.
Кузьминский лесопарк и усадьба «Кузьминки» — зелёная зона, входящая в состав природно-исторического парка «Кузьминки-Люблино». Значительную часть лесопарка занимает бывшая усадьба «Кузьминки», история которой велась с XVII века. В разное время усадьбу посещали видные государственные, политически и культурные деятели, в том числе императоры Пётр I и Александр II. Новая история Кузьминского парка связана с масштабной реконструкцией советского периода, которая была проведена в 1936 году: в парке появились пешеходные дорожки и прогулочные аллеи, павильоны для настольных игр, эстрада, кафе. В послевоенные годы парк постепенно приходил в запустение. Подвижки в восстановлении уникального паркового комплекса и памятников архитектуры начали происходить в начале 1900-х. В 2005 году на территории парка появился и в 2006 году открылся образовательно-развлекательный комплекс «Усадьба Деда Мороза» — комплекс деревянных теремов в древне-русском стиле (в 2018 году была обновлена).
Самаркандский бульвар — улица, соединяющая Волгоградский и Рязанский проспекты. Бульвар появился на карте Москвы в конце 1960-х годов при застройке микрорайона. Название было дано в честь города Самарканда в Узбекской ССР (сейчас Узбекистан). Какое-то время представлял собой дорожную колею под линиями ЛЭП, заросшую сорняками. В 1998—1999 годах на бульваре появились высотные — 9-этажные — панельные дома (позже застройка уплотнилась 16-этажными домами). Ширина Самаркандского бульвара около 100 м, протяженность — 2 км. Отличительной особенностью пешеходной зоны является мощение мелкой плиткой с характерным восточным орнаментом, тяжелые резные скамейки и винтажные фонари. В 2018—2019 годах бульвар был благоустроен по программе «Мой район».
Жулебинский бульвар — улица, получившая название в 1985 году в честь деревни Жулебино (в этом же году вошла в состав Москвы). Под названием «Жулебинский бульвар» в Выхине-Жулебине выходит рекламно-информационная газета. На бульваре есть детская площадка, места для отдыха. В 2017 году пешеходную зону модернизировали — установили светодиодные фонари в урбанистическом стиле.
Сквер имени Хлобыстова (также называют «Народный парк имени Хлобыстова») был заложен 18 апреля 2015 года жителями Выхина-Жулебина в честь 70-летия Победы. Сквер назван в честь Алексея Хлобыстова — героя Великой Отечественной войны, совершившего 335 боевых вылетов. Сквер линейного типа: расположен вдоль железнодорожных путей Казанского и Рязанского направлений МЖД с одной стороны и улицы Хлобыстова в другой. В 2021 году сквер комплексно благоустроили по программе создания комфортной городской среды «Мой район». В ходе работ привели в порядок дорожно-тропиночную сеть, обустроили спортивную площадку с силовыми тренажёрами и воркаутом три детские площадки, реконструировали площадку для выгула и дрессировки собак. Отреставрировали памятник Хлобыстову. Рядом установили новые информационные стенды с фотографиями и описанием подвигов героя.

## Транспорт
Станцию метро Ждановская ныне Выхино открыли  31 декабря 1966 года. Станцию метро Жулебино открыли 9 ноября 2013 года. Станцию метро Юго-Восточная открыли 27 марта 2020 года .А также в районе  17 августа 2023 года была открыта линия МЦД-3 Московских центральных диаметров. 

### Метрополитен
«Выхино»  
 «Лермонтовский проспект»  
 «Жулебино»  
 «Котельники»  
 «Юго-Восточная»  
 «Косино»  

### Железнодорожный транспорт
Выхино
 Косино

## Экология
Несмотря на то, что экологическая обстановка в муниципалитете оценивается как небезопасная из-за крупных транспортных потоков, идущих через район по МКАД, Волгоградскому проспекту и Рязанскому проспекту, а также незаконных свалок мусора в Жулебинском лесопарке, он является наиболее экологически благополучным в Юго-Восточном административном округе.

## Руководители

### Главы управы
С 2008 года по 2013 год главой управы являлся Овчинников Василий Николаевич.
С 2013 года до 2015 года: Мамонтов Сергей Викторович.
C января 2017 года по март 2019 года: Зотов Сергей Юрьевич.
С марта 2019 года по март 2020 года: Сандурский Сергей Владимирович.
С марта 2020 года по март 2025 года: Никитин Сергей Владимирович.
Глава управы с 25 марта 2025 года — Орешкин Никита Александрович.

### Главы муниципального округа
Калькова Нина Васильевна с 20 сентября 2022 года.